# Marathon van Berlijn 1979
De marathon van Berlijn 1976 werd gelopen op zondag 26 september 1976. Het was de zesde editie van de marathon van Berlijn. Van de 285 ingeschreven marathonlopers liepen er 222 de wedstrijd succesvol uit. In totaal finishten vijftien vrouwen. De Duitser Ingo Sensburg finishte bij de mannen als eerste in 2:21.09. Zijn landgenote Jutta von Haase zegevierde bij de vrouwen in 3:07.06,6.
In totaal finishten er 222 lopers waarvan 207 mannen en 15 vrouwen.

## Uitslagen

### Mannen
| rang   | naam              | land | tijd    |
| ------ | ----------------- | ---- | ------- |
| Goud   | Ingo Sensburg     | GER  | 2:21.09 |
| Zilver | Wilfried Jackisch | GER  | 2:24.53 |
| Brons  | Ronald Scherbaum  | GER  | 2:30.07 |

### Vrouwen
| rang   | naam            | land | tijd      |
| ------ | --------------- | ---- | --------- |
| Goud   | Jutta von Haase | GER  | 3:07.06,6 |
| Zilver | Ursula Wedig    | GER  | 3:35.45   |
| Brons  | Marlies Neese   | GER  | 3:41.31   |

1974 ·
1975 ·
1976 ·
1977 ·
1978 ·
1979 ·
1980 ·
1981 ·
1982 ·
1983 ·
1984 ·
1985 ·
1986 ·
1987 ·
1988 ·
1989 ·
1990 ·
1991 ·
1992 ·
1993 ·
1994 ·
1995 ·
1996 ·
1997 ·
1998 ·
1999 ·
2000 ·
2001 ·
2002 ·
2003 ·
2004 ·
2005 ·
2006 ·
2007 ·
2008 ·
2009 ·
2010 ·
2011 ·
2012 ·
2013 ·
2014 ·
2015 ·
2016 ·
2017 ·
2018